# Nevralgia del trigemino
La nevralgia del trigemino (NT) è un disordine neuropatico del nervo trigemino che causa episodi di intenso dolore localizzato a occhi, labbra, naso, cuoio capelluto, fronte, aree cutanee esterne, dentatura e mucose interne della mascella e della mandibola. In particolare per la nevralgia essenziale, prima delle attuali conoscenze mediche, il livello di sofferenza e la mancanza di possibili significativi rimedi, potevano spingere il paziente al suicidio.

## Epidemiologia
Si stima che circa una persona ogni 10 000 soffra di nevralgia del trigemino, anche se i numeri veri potrebbero essere significativamente maggiori per via delle diagnosi frequentemente errate. Abitualmente si sviluppa dopo i 40 anni. In rari casi può anche presentarsi in età infantile.

## Fisiopatogenesi
Il nervo trigemino è il quinto nervo cranico, un nervo misto responsabile di veicolare informazioni sensoriali come il tatto (pressione), la sensibilità termica (temperatura), la sensibilità nocicettiva (dolore), che si originano dalla faccia sopra la linea mandibolare. Inoltre è anche responsabile della funzione motoria dei muscoli masticatori, che sono i muscoli massetere, temporale e pterigoidei (coinvolti nella masticazione, ma non nell'espressione facciale propriamente detta).

### Conflitto vascolo-nervoso
Numerose teorie esistono per spiegare le possibili cause di questa sindrome dolorosa. Tra le cause strutturali, il danneggiamento della guaina mielinica di questo nervo induce gli impulsi elettrici che ci viaggiano ad essere irregolari o eccessivi, attivando regioni algogene o disattivando regioni inibitorie del dolore nel cervello. Il danno può essere causato da un conflitto vascolo-nervoso dovuto ad un anomalo decorso di un'arteria che comprime il nervo, più frequentemente nell'area della radice del nervo a livello intracranico cerebello-pontino; spesso è stata citata come responsabile l'arteria cerebellare superiore, dovute alle continue pulsazioni che causano microtraumi alla guaina mielinica. In rari casi la causa può essere dovuta ad un aneurisma (un rigonfiamento di uno vaso sanguigno).

### Correlazione con la sclerosi multipla
Circa dal 2 al 4% dei pazienti con NT, specialmente i più giovani, hanno evidenza di sclerosi multipla, che può danneggiare sia il nervo trigemino che altre parti correlate del cervello. La nevralgia del trigemino può anche essere causata da un tumore, oppure da una cisti aracnoidea nell'angolo cerebello-pontino, oppure un evento traumatico come un incidente stradale o addirittura un piercing della lingua. Quando non si riesce ad identificare una causa strutturale, la sindrome viene chiamata idiopatica.
La nevralgia post-erpetica, che può avvenire dopo il fuoco di Sant'Antonio, può causare sintomi simili se il nervo trigemino viene colpito.

### Correlazione a carie destruente profonda dentaria
Nel caso di una carie profonda, che nella maggior parte dei casi è in pulpite e destruente, l'infezione del dente potrebbe anche infiammare gravemente la guaina mielinica del nervo cranico più importante e grande, il trigemino. In tal caso la terapia farmacologica, successiva al trattamento endodontico, consisterà in:
- Terapia antibiotica per combattere la pulpite dentaria;
- Assunzione di FANS durante il corso della cura antibiotica per il dolore.
- Nei casi più gravi potrebbe essere necessario anche la somministrazione di cortisone come antinfiammatorio e antidolorifico.

## Clinica
Gli episodi di dolore si verificano parossisticamente, o improvvisamente, talvolta innescati da attività comuni o dall'esposizione al freddo, e spesso i pazienti riferiscono di sentire come delle scosse elettriche acute. I singoli attacchi colpiscono un lato della faccia alla volta, durano alcuni secondi e possono andare e venire per tutto il giorno o per periodi lunghi addirittura mesi. Nel 3-5% dei casi l'affezione è bilaterale e gli attacchi possono aumentare in frequenza o in gravità nel tempo. Molti pazienti descrivono delle aree sulla faccia che fanno scattare il dolore (i cosiddetti trigger points), cosicché un semplice toccamento o addirittura correnti d'aria possono innescare un episodio doloroso. I segni di questo possono essere visti nei maschi, che deliberatamente cercano di non radere un'area della loro faccia, per evitare di innescare un episodio. Benché la nevralgia trigeminale non sia mortale, le ricorrenze consecutive possono essere inabilitanti, e la paura di provocare un attacco può rendere i malati riluttanti a impegnarsi in attività normali.
Esiste una variante di nevralgia trigeminale chiamata "nevralgia del trigemino atipica". In alcuni casi di nevralgia trigeminale, il sofferente sperimenta un dolore sottostante grave e inflessibile simile ad un'emicrania oltre ai dolori acuti trafiggenti. Questa variante è chiamata talvolta "nevralgia trigeminale di tipo 2", basandosi su una recente classificazione del dolore facciale.
In altri casi, il dolore è acuto e intenso, ma può sentirsi come un bruciore o pizzicore, invece che un dolore ottundente. A volte, il dolore è una combinazione di sensazioni di tipo scioccante, dolore a tipo emicrania e dolore che sembra un bruciore o prurito.

## Trattamento
La cura della nevralgia del trigemino può essere farmacologica e/o chirurgica.
La terapia farmacologica consiste nell'uso dei farmaci quali: clonazepam, fenitoina, lamotrigina, ossicodone, gabapentin, pregabalin, morfina, codeina, fentanil e carbamazepina.
Il farmaco considerato di prima scelta nel trattamento della nevralgia del trigemino è la carbamazepina mentre, nel caso di malattie epatiche, si usa clonazepam associato o meno al gabapentin. Anche l'anestesia locale con ropivacaina è una pratica utilizzata in associazione alla terapia farmacologica.
Se i farmaci sono efficaci e tollerati, la cura si basa sulla loro regolare e disciplinata assunzione. Se, come accade in circa la metà dei casi, i farmaci non sono tollerati o non sono efficaci, si deve ricorrere al trattamento chirurgico. La terapia chirurgica consiste in alcune procedure percutanee poco invasive (fra le quali quelle più efficaci sono la termorizotomia trigeminale a radiofrequenza, la neurolosi selettiva con ausilio di fluoroscopia mirata e la microcompressione con palloncino) ed un intervento "a cielo aperto" (la microdecompressione vascolare (MVD) o decompressione microvascolare che prevede la craniotomia).
In alcuni casi si può ricorrere alla radiochirurgia, seppur risulti meno efficace rispetto al trattamento chirurgico. Due esempi di sistemi robotizzati di radiochirurgia sono il cyberknife, già utilizzato in Italia in vari centri, ed il ZAP-X, che può operare in assenza di un bunker apposito essendo già dotato di schermatura propria.